# 小野錦 (人物)
小野 錦（おの にしき、1994年9月25日 - ）は、NHK佐賀放送局の契約キャスター。宮崎県延岡市出身。

## 来歴
2017年12月4日から2020年12月3日迄、熊本・RKKラジオのラジオカーリポーター「ミミーキャスター」として活動。
2021年4月より、NHK佐賀放送局の契約キャスターに転じる。

## 嗜好・挿話
- 身長157cm。
- 「故郷に錦を飾るような女の子になって欲しい」という両親の思いから「錦」と名付けられたという。
- 相撲の指導者だった父親の影響で、幼い頃に小学生相撲の大会に参加した経験がある[4]。

## 出演番組
- ニュースただいま佐賀→いまさが（サブキャスター・隔週：2021年4月 - ）[注釈 1]
- ただいま佐賀+→いまさが（主に隔週日曜）